# Amburgo (pollo)
Amburgo è una razza leggera di polli dalle origini incerte. Deve il suo nome alla città tedesca di Amburgo, dal cui porto partì per raggiungere l'Inghilterra. Si tratta di un pollo molto elegante e aggraziato, con la cresta a rosa che termina in un aculeo dritto che si stacca dalla testa. Presente in molte colorazioni, ha avuto successo soprattutto nella varietà Pagliettate, ossia quelle in cui ogni penna ha alla sua estremità una goccia di colore diverso da quello del piumaggio di base. L'Amburgo è una razza conosciuta e allevata in tutto il mondo, e sebbene sia nata come razza da uova, è oggi allevata come razza ornamentale e da esposizione.

## Origini
La razza ha origini sconosciute. Diverse nazioni rivendicano la sua paternità: i Paesi Bassi, dove la razza viene chiamata Hollandse Hoender (Gallina Olandese), la Germania e l'Inghilterra. Molti studiosi e scrittori concordano sul fatto che il nome Amburgo derivi dal porto dell'omonima città da cui questo pollo si è diffuso nel resto del mondo. Secondo ulteriori ricerche il nome potrebbe derivare anche da un'altra ipotesi: questi polli sarebbero stati importati nel circondario di Amburgo dalla Turchia e altri paesi dell'Asia Minore durante la colonizzazione delle Indie Olandesi. Effettivamente lo studioso bolognese Ulisse Aldrovandi descrisse nel XVI secolo un pollo molto simile all'Amburgo che definì Gallus Turcicus, ovvero "Gallo Turco".
Se nessuno è riuscito a dissolvere l'alone di mistero che ancora gravita attorno alla nascita della razza, molti studiosi di avicoltura hanno ipotizzato una divisione nella selezione delle varie colorazioni di Amburgo. Secondo Edward Brown le colorazioni a mantello barrato sarebbero nate nei Paesi Bassi, mentre quella a mantello pagliettato e monocolore in Inghilterra. Anche altri studiosi sposano questa ipotesi, e oggi quasi tutti i tesi di avicoltura riportano queste origini. Nel corso dei secoli l'Amburgo ha assunto varie denominazioni: Pheasants (Fagiani), in quanto si pensava che la loro eleganza derivasse da un incrocio con il fagiano; Lancashire Mooneys, dalla goccia a forma di luna che orna ogni penna (Moon=Luna); Dutch Everyday-Layers (Olandesi che depongono ogni giorno), dall'elevata produzione di uova; Chitteprats, Creels, Bolton Bay e altre ancora.

## Caratteristiche

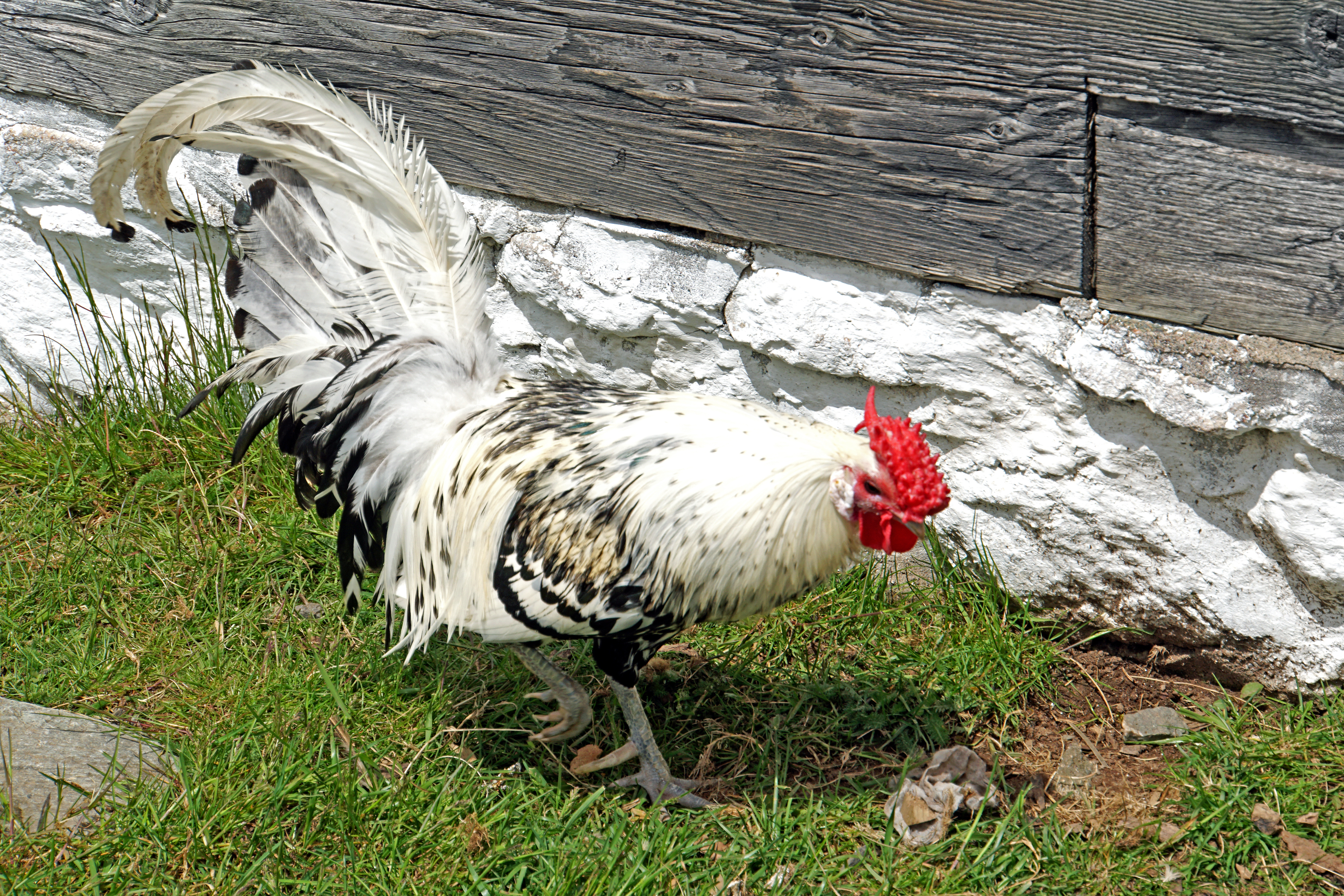

I polli Amburgo sono uccelli dal portamento molto elegante, dal piumaggio abbondante, vistoso, dalla mole sottile, leggero, e molto piacevole all'occhio umano.
- Testa: sottile e ben fatta, di media grandezza.
- Faccia: rossa e liscia, priva di peluria.
- Occhi: vivaci, rotondi e prominenti. Iride di colore rosso bruno.
- Becco: di media lunghezza.
- Cresta: caratteristica tipica della razza, a rosa, deve essere di tessitura molto fine e regolare; parte dalla fronte in forma squadrata per terminare in un aculeo appuntito che si separa dalla testa, senza alzarsi né abbassarsi. Le perle che compongono la cresta devono presentarsi in forma unica e regolare.
- Bargigli: rotondi, sottili, non troppo grandi.
- Orecchioni: aderenti, lisci, di forma leggermente allungata e di colore bianco porcellana.
- Tronco: allungato e leggermente inclinato.
- Dorso: mediamente lungo e largo.
- Petto: alto e arrotondato.
- Collo: leggermente incurvato, di media lunghezza e dotato di una folta mantellina di penne.
- Ali: mediamente lunghe e ben aderenti al corpo.
- Coda: parte particolarmente importante nell'estetica della razza, deve possedere penne timoniere larghe e lunghe, falciformi arcuate e dalla punta arrotondata, e non deve essere troppo rialzata.
- Zampe: gambe abbastanza lunghe, sottili e ben staccate dal corpo.
- Piumaggio: ricco e ben aderente.
- Peso: varia a seconda dei Paesi e delle varietà di colore. In Italia e Inghilterra si accettano gli stessi pesi per tutte le colorazioni: 1,700-2,500 kg per il maschio e 1,500-2,000 kg per la femmina. Nei Paesi Bassi, Germania e altri paesi le varietà Barrate vengono considerate più leggere rispetto alle altre.
- Misura anello: 16 mm gallo 15 mm gallina. Anche in questo caso lo standard olandese prevere una misura minore per le colorazioni Barrate: 15 mm gallo e 13 mm gallina.

## Colorazioni

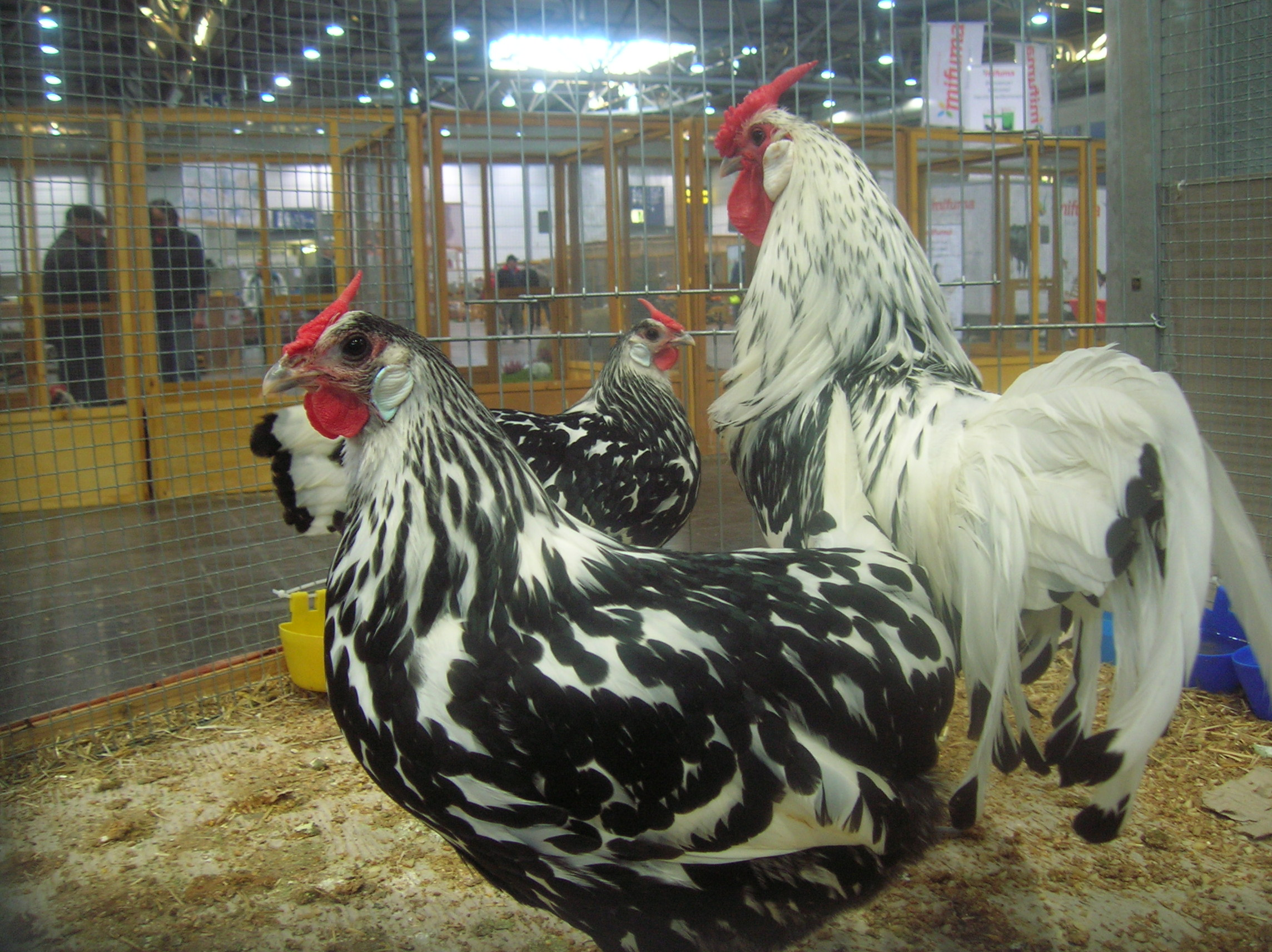
Polli Amburgo Argento Pagliettati Nero in mostra a Lipsia.

L'Amburgo è presente in molte colorazioni, ma quelle che hanno avuto più successo sono quella a mantello pagliettato, selezionate originariamente in Inghilterra: Argento Pagliettata Nero, che è senza dubbio la varietà più conosciuta e diffusa, Oro Pagliettata Nero, Argento Pagliettata Blu e Oro Pagliettata Blu, queste ultime due riconosciute solo in alcuni paesi. La colorazione Oro, a differenza dell'Argento, non presenta la pagliettatura anche sulle penne della coda, che invece è nera.
Anche le colorazioni monocolore hanno avuto origine in Inghilterra: Nera (ottenuta usando Minorca Nera e Spagnola a faccia bianca), Blu Orlata e Bianca.
Le varietà a mantello barrato hanno avuto origine in Paesi Bassi, dove sono piuttosto allevate: Argento Barrata Nero e Oro Barrata Nero, riconosciute un po' in tutta Europa, Oro Barrato Blu, Limone Barrato Nero, Camoscio Barrato Bianco, riconosciute solo in Paesi Bassi.
Sono conosciute anche altre colorazioni, molto rare, come la Blu senza orlo, la Sparviero, la Limone Orlato Blu e la Argento Barrata Blu.
Le varietà Barrate sono quelle più piccole e leggere, mentre le Pagliettate sono più grandi. La Nera è decisamente la più pesante. La forma e la posizione sono ovviamente identiche in tutte le varietà di colore.

## Galleria d'immagini

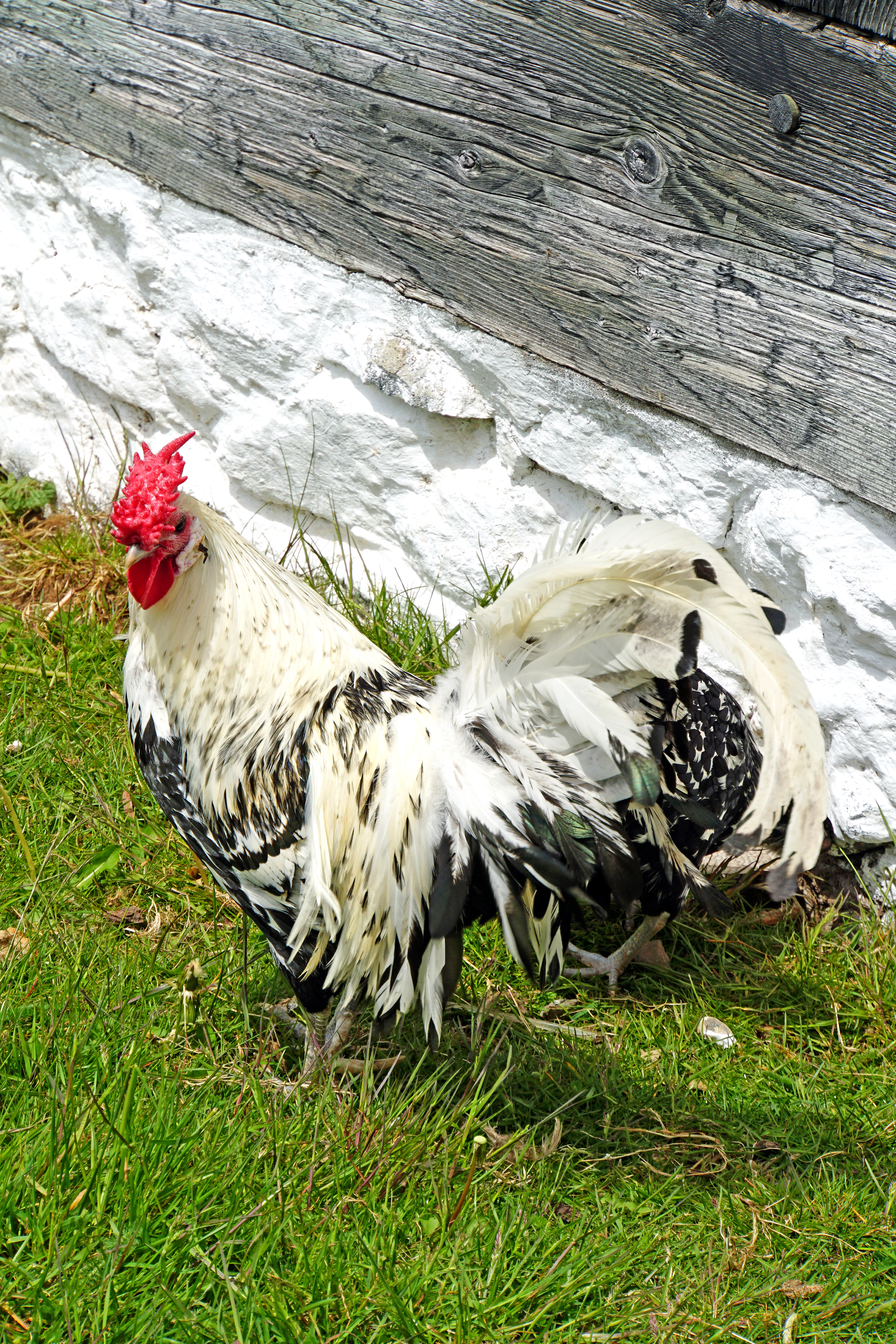
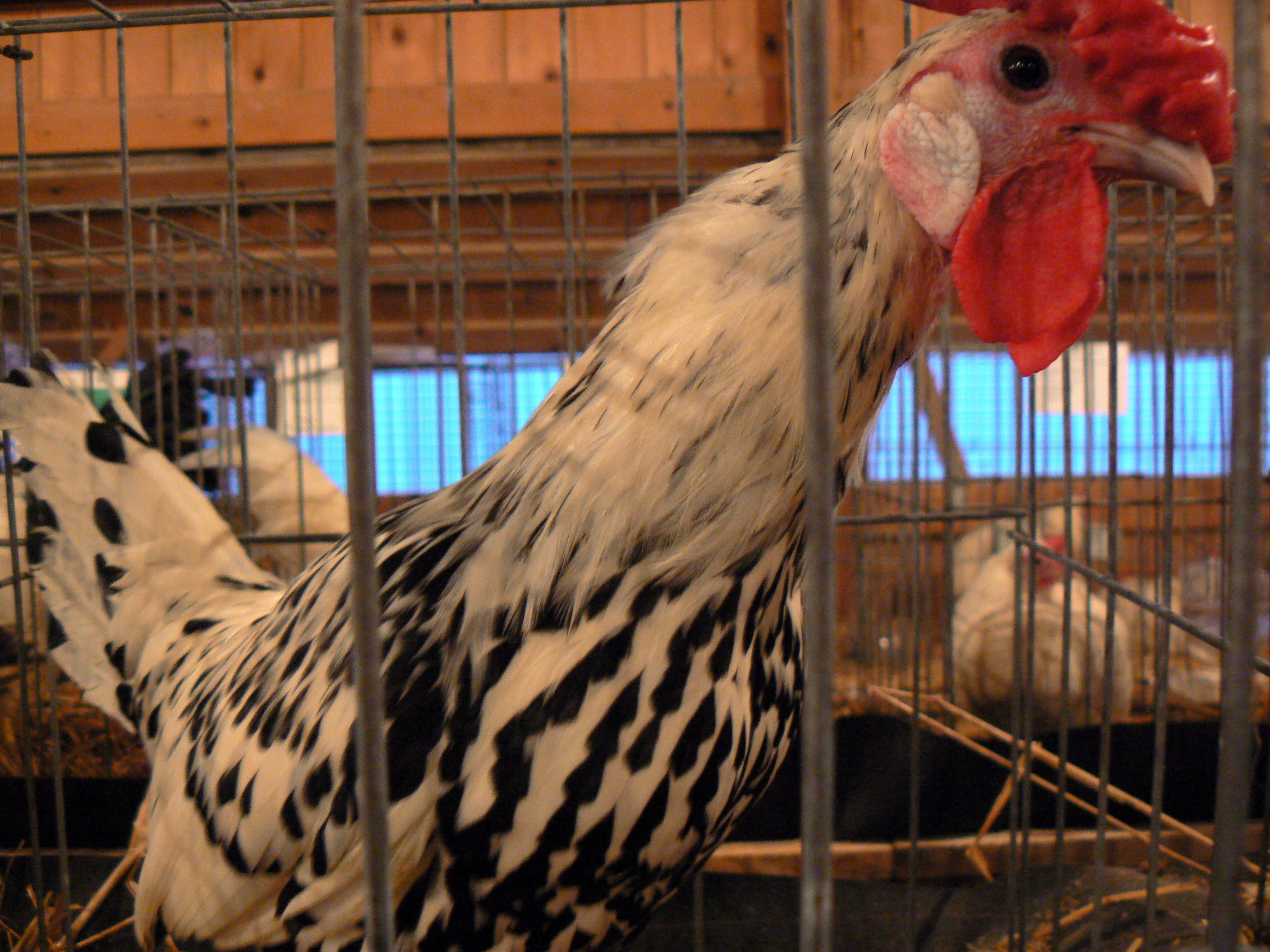